# Nephrotoma elegans
Nephrotoma elegans är en tvåvingeart som först beskrevs av Fabricius 1805.  Nephrotoma elegans ingår i släktet Nephrotoma och familjen storharkrankar. Inga underarter finns listade i Catalogue of Life.